# دزد دوچرخه
دزدان دوچرخه یا دوچرخه‌دزدها یا دزد دوچرخه (به ایتالیایی: Ladri di biciclette)، فیلمی نئورئالیستی ساختهٔ ویتوریو دسیکا، فیلمساز ایتالیایی است که در سال ۱۹۴۸ میلادی ساخته شد. این فیلم به عنوان یکی از متحول‌کننده‌ترین و تأثیرگذارترین فیلم‌های تاریخ سینمای جهان شناخته شده‌است.
این فیلم، که مانند سایر فیلم‌های نئورئالیسم (سینما)|نئورئالیستی، در خارج از استودیو و در فضای واقعیِ محله‌های شهر ساخته شده و خواهان ارتباط مستقیم با واقعیات جامعه است، در فهرست ۲۵۰ فیلم برتر تاریخ سینما در وبگاه IMDb در رتبهٔ نود و هشتم قرار دارد. دزدان دوچرخه، تنها پس از گذشت چهار سال از ساخت، در مجلهٔ سایت اند ساوند به عنوان برترین فیلم تاریخ سینما شناخته شد.
فیلم‌نامهٔ فیلم دزد دوچرخه توسط چزاره زاواتینی نوشته شده و از رمانی به نام دزدان دوچرخه اقتباس شده که توسط لوئیجی بارتولینی (به ایتالیایی: Luigi Bartolini)، (زادهٔ ۸ فوریهٔ ۱۸۹۲–۱۶ مه ۱۹۶۳) نقاش، شاعر و نویسندهٔ ایتالیایی بود، نوشته شده‌است.

## خلاصه داستان
کارگر بی‌کاری به‌نام «آنتونیو» (ماجورانی) سرانجام به‌عنوان اعلان‌چسبان استخدام می‌شود. وی مجبور است برای اینکه در این شغل تأیید شود، دوچرخه‌ای را به همراه داشته باشد تا به وسیلهٔ آن پوسترها در سطح شهر نصب نماید. از اینرو با توجه به تهی‌دستی خانواده‌اش، با پول ملحفه‌های تخت خواب خانه که می‌فروشد و دوچرخه قدیمی خود را که گرو بانک است، آزاد می‌کند و سر کار می‌رود. اما در روز اول کار، دزدی دوچرخه آنتونیو را در هنگام کار کردن وی می‌دزدد و آنتونیو مجبور است برای اینکه شغلش را از دست ندهد، هرچه سریعتر دوچرخه‌اش را پیدا کند. از اینرو از روز بعد از دزدیده‌شدن دوچرخه، با کمک پسر کوچک و دوستانش، به امید یافتن دوچرخه در شهر جستجو می‌کنند. پس از چند ساعت آنتونیو دزد دوچرخه را در خیابانی می‌بیند و دنبالش می‌کند؛ ولی دزد از دست او فرار می‌کند. پس از آن، او همه‌جا رد او را می‌گیرد و در نهایت موفق به، به‌دام‌انداختن وی در محله او می‌شود؛ ولی وقتی پلیس را خبر می‌کند، با توجه به اینکه همه افراد آن محل از دزد دفاع می‌کنند و پلیس موفق به پیدا کردن دوچرخه نمی‌شود، آنتونیو با بی‌احترامی مجبور به ترک آنجا می‌شود.
در حالی که پدر و پسر از صبح تا عصر در به در به دنبال دوچرخه گشته و خسته و ناامید شده‌اند، آنتونیو در اوج ناامیدی تصمیم می‌گیرد که برای دلجویی از پسرش، او را به یک رستوران اشرافی ببرد و لااقل، برای یک لحظه هم که شده شاد زندگی کنند و غذای اشرافی بخورند. برونو (پسر آنتونیو) در حالی که روش خوردن غذا با کارد و چنگال را نمی‌داند در رستوران از پدرش می‌خواهد همان غذایی را سفارش دهد که یک کودک ثروتمند و خانواده‌اش در حال خوردن آن هستند. آنتونیو به پسرش می‌گوید: «برای آن طوری غذا خوردن، باید یک میلیون لیر در ماه درآمد داشته باشی.» سپس هر دو به این نتیجه می‌رسند که حتی قدرت سفارش پیتزا را هم ندارند و به یک برش نان و پنیر موتزارلا راضی می‌شوند. پسر با اشتها و رضایت خاطر با دست غذا را می‌بلعد و پدر، مأیوس و غمگین نگاهش می‌کند. آنتونیو: چرا باید با نگرانی خودمو بکشم در حالی که در نهایت قراره بمیرم؟
آنتونیو که در به دست آوردن تنها وسیله کسب درآمدش ناکام مانده، ناگهان متوجه یک دوچرخه می‌شود که در کنار خیابان پارک شده و تصمیم می‌گیرد که آن را بدزدد که این تلاشش ناکام می‌ماند. در پایان، او که در بازگرداندن دوچرخه‌اش ناموفق بوده، به همراه پسرش در خیابان‌های شهر سرگردانند…

## جوایز
- برنده جایزه ویژه هیئت داوران در جشنواره فیلم لوکارنو سال ۱۹۴۹
- نامزد جایزه اسکار بهترین فیلم‌نامه در بیست و دومین دوره جوایز اسکار سال ۱۹۴۹
- برنده جایزه اسکار بهترین فیلم خارجی زبان در بیست و دومین دوره جوایز اسکار سال ۱۹۴۹